# Rajdowy Puchar Pokoju i Przyjaźni 1980
Rajdowy Puchar Pokoju i Przyjaźni 1980 kolejny sezon serii rajdowej Rajdowego Pucharu Pokoju i Przyjaźni (CoPaF) rozgrywanej w krajach socjalistycznych w roku 1980. Sezon ten składał się z siedmiu rajdów i rozpoczął się 20 marca, a zakończył 14 grudnia, zwycięzcą został Czechosłowak Václav Blahna, zespołowo wygrała drużyna ZSRR. 

## Kalendarz[1]
| Runda | Data           | Nazwa rajdu           | Baza rajdu  | Nawierzchnia | Zwycięzca         | Wyniki |
| ----- | -------------- | --------------------- | ----------- | ------------ | ----------------- | ------ |
| 1     | 20-22 marca    | 20. Rajd Pneumant     | Berlin      | Mieszana     | Václav Blahna     | Wyniki |
| 2     | 10-12 maja     | 11. Rajd Złote Piaski |             | Asfalt       | Svatopluk Kvaizar | Wyniki |
| 3     | 6-8 czerwca    | 15. Rajd Dunaju       | Hunedoara   | Asfalt       | Václav Blahna     | Wyniki |
| 4     | 10-12 lipca    | 40. Rajd Polski       |             | Asfalt       | Jiří Šedivý       | Wyniki |
| 5     | 1-3 sierpnia   | 19. Rajd Taurus       | Nyíregyháza | Mieszana     | Václav Blahna     | Wyniki |
| 6     | 13-15 września | 12. Rajd Tatr         | Poprad      | Mieszana     | Jiří Šedivý       | Wyniki |
| 7     | 12-14 grudnia  | 9. Rajd Russkaya Zima |             | Mieszana     | Vladimir Goltsov  | Wyniki |

1. ↑  Zwycięzcą klasyfikacji generalnej 11. Rajdu Bułgarii był Hiszpan Antonio Zanini, Svatopluk Kvaizar w klasyfikacji generalnej zajął trzecie miejsce, a wygrał klasyfikację CoPaF
2. ↑  Zwycięzcą klasyfikacji generalnej 15. Rajdu Dunaju był Włoch Mauro Pregliasco, Václav Blahna w klasyfikacji generalnej zajął czwarte miejsce, a wygrał klasyfikację CoPaF
3. ↑  Zwycięzcą klasyfikacji generalnej 40. Rajdu Polski był Hiszpan Antonio Zanini, Jiří  Šedivý w klasyfikacji generalnej zajął piąte miejsce, a wygrał klasyfikację CoPaF
4. ↑  Zwycięzcą klasyfikacji generalnej 19. Rajd Taurus był Węgier Attila Ferjáncz, Václav Blahna w klasyfikacji generalnej zajął drugie miejsce, a wygrał klasyfikację CoPaF

## Klasyfikacja kierowców[1]
Pierwsza dziesiątka.
| Miejsce | Kierowca          | PNE | BUL | DUN  | POL | TAU | TAT | RUS | Pkt |
| ------- | ----------------- | --- | --- | ---- | --- | --- | --- | --- | --- |
| 1       | Václav Blahna     | 1   | 4   | 1    | NU  | 1   | NU  | 3   | 234 |
| 2       | Jiří Šedivý       | 4   | 3   | NU   | 1   | NU  | 1   | 8   | 221 |
| 3       | Svatopluk Kvaizar | -   | 1   | 2    | 2   | 2   | NU  | 22  | 211 |
| 4       | Andrzej Radecki   | 9   | 6   | 8    | 12  | NU  | 13  | 18  | 204 |
| 5       | Vello Õunpuu      | 2   | NU  | 5    | 8   | 33  | NU  | 6   | 174 |
| 6       | Nikolay Bolshikh  | NU  | -   | 19 ? | -   | 6   | 2   | 2   | 157 |
| 7       | Sergei Elizarov   | 5   | NU  | -    | 6   | 4   | NU  | 11  | 154 |
| 8       | Georgi Petrow     | -   | NU  | -    | 13  | -   | 5   | 26  | 150 |
| 9       | Georgi Serafimov  | -   | 10  | 7    | 18  | -   | 12  | 29  | 150 |
| 10      | Dieter Heimbürger | 8   | -   | -    | -   | 13  | 6   | 21  | 132 |

## Klasyfikacja zespołowa[2]
| Miejsce | Zespół | Punkty |
| ------- | ------ | ------ |
| 1       | ZSRR   |        |